# A270-es autópálya (Németország)
Az A270-es autópálya (németül: Bundesautobahn 270) egy autópálya Németországban. Hossza 11 km.